# Proibição de morte
Proibição de morte é um fenômeno social político e um tabu em que uma lei é aprovada afirmando que é ilegal morrer, geralmente especificamente em uma determinada divisão política ou em um prédio específico.
O primeiro caso de proibição da morte ocorreu no século V a.C., na ilha grega de Delos; Morrer em Delos foi proibido por motivos religiosos.
Hoje, na maioria dos casos, a proibição da morte é uma resposta satírica ao fracasso do governo em aprovar a expansão dos cemitérios municipais. Em Espanha, uma cidade proibiu a morte, na França, houve vários assentamentos que tiveram morte proibida; enquanto que em Biritiba Mirim, no Brasil, uma tentativa de proibir Morte ocorreu em 2005.

## Antiguidade

### Grécia
A ilha de Delos foi considerada um lugar sagrado e sagrado pelos gregos antigos, e várias medidas foram tomadas para "purificar" a ilha e torná-lo apto para a devida adoração dos deuses. No século VI a.C., o tirano Peisistratus, da cidade-estado de Atenas, ordenou que todos os túmulos à vista do templo da ilha fossem desenterrados e os corpos fossem removidos para locais no perímetro ou para além dele. No século V a.C., sob instrução do Oráculo de Delfos, toda a ilha foi purgada de todos os cadáveres, e foi proibido a qualquer outro morrer ou dar à luz na ilha.